# Seznam poslanců Poslanecké sněmovny Říšské rady (1871–1873)
Toto je seznam poslanců Poslanecké sněmovny Říšské rady ve funkčním období 1871–1873. Zahrnuje všechny členy Poslanecké sněmovny předlitavské (rakouské) Říšské rady v IV. funkčním období od volby v roce 1871 do voleb do Říšské rady roku 1873. Celé funkční období zahrnovalo jedno zasedání sněmovny (VII. zasedání), které trvalo od 27. prosince 1871 do 7. září 1873.

## Seznam poslanců
| Jméno                            | Korunní země      | Kurie                                                    | Poznámka |
| -------------------------------- | ----------------- | -------------------------------------------------------- | --- |
| Agopsowicz de Hasso Kajetan      | Halič             | velkostatkářská                                          | Mandát na základě absence 21. dubna 1873 prohlášen za zaniklý.                                                  |
| Amberg Johann                    | Vorarlbersko      | virilista                                                | Zvolen v prosinci 1872. Rezignace oznámena na schůzi 15. 1. 1873, aniž by složil slib.                          |
| Antonietti Josip                 | Dalmácie          | venkovských obcí                                         | Složil slib 29. prosince 1871.                                                                                  |
| Badeni Władysław                 | Halič             | městská                                                  | Složil slib 29. prosince 1871.                                                                                  |
| Banhans Anton                    | Čechy             | měst a průmyslových míst                                 | 7. května 1872 opětovně složil slib.                                                                            |
| Barbo-Waxenstein Jožef Emanuel   | Kraňsko           | venkovských obcí                                         | Složil slib 13. ledna 1872, mandát na základě absence 15. února 1873 prohlášen za zaniklý.                      |
| Bartoszewski Karol               | Halič             | venkovských obcí                                         | Složil slib 15. ledna 1872, mandát na základě absence 21. dubna 1873 prohlášen za zaniklý.                      |
| Bauriedl Christof                | Čechy             | venkovských obcí                                         | Složil slib 10. května 1872.                                                                                    |
| Baworowski Włodzimierz           | Halič             | venkovských obcí                                         | Složil slib 13. ledna 1872, mandát na základě absence 21. dubna 1873 prohlášen za zaniklý.                      |
| Beeß Georg                       | Slezsko           | velkostatkářská                                          | |
| Bělský Václav                    | Čechy             | městská                                                  | Mandát na základě absence 23. února 1872 prohlášen za zaniklý                                                   |
| Bendella Theophil                | Bukovina          | velkostatkářská                                          | |
| Benesch August                   | Morava            | městská                                                  | |
| Bertagnolli Kasimir              | Tyrolsko          | venkovských obcí                                         | Složil slib 4. března 1873, rezignace dopisem 15. března 1873.                                                  |
| Blitzfeld Rudolf                 | Slezsko           | městská a obchodních a živn. komor Opava                 | |
| Bogdanowicz Krzysztof            | Halič             | městská                                                  | Složil slib 29. prosince 1871, mandát na základě absence 21. dubna 1873 prohlášen za zaniklý.                   |
| Bossi-Fedrigotti Friedrich       | Tyrolsko          | venkovských obcí                                         | |
| Brader Cölestin                  | Tyrolsko          | biskupové, preláti, univerzity, šlechta, velkostatkářská | Složil slib 13. ledna 1872, rezignace oznámena na schůzi 15. února 1873.                                        |
| Brandstetter Friedrich           | Štýrsko           | venkovských obcí                                         | |
| Brauner František August         | Čechy             | venkovských obcí                                         | Mandát 23. února 1872 a 11. června 1872 obnoven, na základě absence prohlášen za zaniklý.                       |
| Brestel Rudolf                   | Dolní Rakousy     | Říšské hl. a rezid. město Vídeň                          | |
| Budmani Pero                     | Dalmácie          | městská a obch. a živnost. komor                         | Složil slib 30. ledna 1872.                                                                                     |
| Carneri Bartholomäus             | Štýrsko           | velkostatkářská                                          | |
| Clam-Martinic Jindřich J.        | Čechy             | velkostatkářská                                          | Mandát 23. února 1872 prohlášen pro absenci za zaniklý.                                                         |
| Claudi Eduard                    | Čechy             | venkovských obcí                                         | |
| Cnobloch Carl                    | Korutany          | velkostatkářská                                          | |
| Colombani Orazio                 | Istrie            | města, tržní osady a průmysl. místa                      | Složil slib 13. ledna 1872, zemřel 1873.                                                                        |
| Coronini-Cronberg Franz          | Gorice a Gradiška | městská / obch. a živnost. komor                         | |
| Costa Etbin Henrik               | Kraňsko           | venkovských obcí                                         | Mandát 15. února 1873 prohlášen pro absenci za zaniklý.                                                         |
| Czaykowski Jan Euzebiusz         | Halič             | velkostatkářská                                          | Složil slib 13. ledna 1872, mandát 21. dubna 1873 prohlášen pro absenci za zaniklý.                             |
| Czedik von Bründelsberg Alois    | Dolní Rakousy     | města a tržní osady                                      | |
| Czerkawski Euzebiusz             | Halič             | městská                                                  | Po znovuzvolení 14. prosince 1872 opětovně složil slib, mandát 21. dubna 1873 prohlášen pro absenci za zaniklý. |
| Černe Anton                      | Gorice a Gradiška | venkovských obcí                                         | Složil slib 28. prosince 1871.                                                                                  |
| Černín Otakar                    | Čechy             | velkostatkářská                                          | Mandát 23. února 1872 prohlášen pro absenci za zaniklý.                                                         |
| Danilo Ivan                      | Dalmácie          | venkovských obcí                                         | Složil slib 28. prosince 1871.                                                                                  |
| Daubek Eduard                    | Čechy             | velkostatkářská                                          | Složil slib 14. května 1872.                                                                                    |
| Degara Eliodoro                  | Tyrolsko          | biskupové, preláti, univerzity, šlechta, velkostatkářská | Rezignace oznámena na schůzi 1. dubna 1873 (stenografické záznamy neříkají, zda předtím složil slib).           |
| Dieser Josef                     | Horní Rakousy     | venkovských obcí                                         | Složil slib 28. prosince 1871, mandát 15. února 1872 prohlášen pro absenci za zaniklý.                          |
| Demel von Elswehr Johann         | Slezsko           | městská                                                  | Složil slib 28. prosince 1871.                                                                                  |
| Dinstl Ferdinand                 | Dolní Rakousy     | města a tržní osady                                      | |
| Dorfner Josef                    | Horní Rakousy     | venkovských obcí                                         | Složil slib 28. prosince 1871, zemřel 1872.                                                                     |
| Dormitzer Maximilian             | Čechy             | obch. a živnost. komor                                   | 16. května 1872 opětovně složil slib.                                                                           |
| Dubsky Adolf                     | Morava            | velkostatkářská                                          | |
| Dumba Nikolaus                   | Dolní Rakousy     | venkovských obcí                                         | |
| Dzwonkowski Edward               | Halič             | velkostatkářská                                          | Mandát 21. dubna 1873 prohlášen pro absenci za zaniklý.                                                         |
| Edlbacher Max                    | Horní Rakousy     | venkovských obcí                                         | |
| Eichhoff Josef von               | Morava            | velkostatkářská                                          | |
| Enffans d’Avernas Alfred des     | Štýrsko           | velkostatkářská                                          | mandát na základě absence 23. února 1872 za zaniklý.                                                            |
| Enffans d’Avernas Heinrich des   | Štýrsko           | velkostatkářská                                          | mandát na základě absence 23. února 1872 za zaniklý.                                                            |
| d'Elvert Christian               | Morava            | zemské hl. město Brno                                    | |
| Esop Josef Václav                | Čechy             | měst a průmyslových míst                                 | Mandát 23. února 1872 a znovu 11. června 1872 prohlášen pro absenci za zaniklý.                                 |
| Figuly v. Szep Ignaz Karl        | Horní Rakousy     | zemské hl. město Linec                                   | |
| Firley Felix                     | Halič             | venkovských obcí                                         | Složil slib 29. prosince 1871, mandát 21. dubna 1873 prohlášen pro absenci za zaniklý.                          |
| Fontana Josef Franz              | Dalmácie          | městská                                                  | Slib složil 17. prosince 1872.                                                                                  |
| Forster Emanuel                  | Čechy             | velkostatkářská                                          | Složil slib 10. května 1872.                                                                                    |
| Froschauer Sebastian von         | Vorarlbersko      | měst a průmyslových míst                                 | Složil slib 27. března 1873.                                                                                    |
| Fürth Josef                      | Čechy             | obch. a živnost. komor                                   | 7. května 1872 opětovně složil slib.                                                                            |
| Fux Johann                       | Morava            | městská                                                  | |
| Garbaczyński Piotr               | Halič             | venkovských obcí                                         | Mandát 21. dubna 1873 prohlášen pro absenci za zaniklý.                                                         |
| Ginzel Josef Augustin            | Čechy             | velkostatkářská                                          | Složil slib 7. května 1872.                                                                                     |
| Giovanelli Ignaz                 | Tyrolsko          | venkovských obcí                                         | Mandát 19. března 1872 prohlášen pro absenci za zaniklý, po znovuzvolení rezignace.                             |
| Giskra Karl                      | Dolní Rakousy     | Říšské hl. a rezid. město Vídeň                          | |
| Glaser Julius                    | Dolní Rakousy     | Říšské hl. a rezid. město Vídeň                          | |
| Gomperz Julius                   | Morava            | obch. a živnost. komor                                   | |
| Graf Lubert                      | Čechy             | měst a průmyslových míst                                 | Složil slib 7. května 1872.                                                                                     |
| Grégr Eduard                     | Čechy             | venkovských obcí                                         | Mandát 23. února 1872 a znovu 11. června 1872 prohlášen pro absenci za zaniklý.                                 |
| Grégr Julius                     | Čechy             | měst a průmyslových míst                                 | Mandát 23. února 1872 a znovu 11. června 1872 prohlášen pro absenci za zaniklý.                                 |
| Greuter Josef                    | Tyrolsko          | venkovských obcí                                         | Složil slib 29. prosince 1872, rezignace oznámena na schůzi 15. února 1873.                                     |
| Grocholski Kazimierz             | Halič             | velkostatkářská                                          | Mandát 21. dubna 1873 prohlášen pro absenci za zaniklý.                                                         |
| Groß Franz Xaver                 | Horní Rakousy     | měst a průmyslových míst                                 | |
| Grünwald Vendelín                | Čechy             | venkovských obcí                                         | Mandát 23. února 1872 prohlášen pro absenci za zaniklý.                                                         |
| Gudenus Ernst                    | Štýrsko           | venkovských obcí                                         | Mandát 15. února 1873 prohlášen pro absenci za zaniklý.                                                         |
| Hackelberg-Landau Rudolf A.      | Štýrsko           | velkostatkářská                                          | |
| Hallwich Hermann                 | Čechy             | měst a průmyslových míst                                 | |
| Hanisch Ferdinand                | Morava            | venkovských obcí                                         | |
| Haslinglehner Johann             | Horní Rakousy     | venkovských obcí                                         | |
| Hawran Josef                     | Slezsko           | venkovských obcí                                         | Složil slib 12. prosince 1872.                                                                                  |
| Herbst Eduard                    | Čechy             | venkovských obcí                                         | 7. května 1872 opětovně složil slib.                                                                            |
| Hildprandt Robert                | Čechy             | velkostatkářská                                          | Mandát 23. února 1872 prohlášen pro absenci za zaniklý.                                                         |
| Hopfen Franz von                 | Dolní Rakousy     | velkostatkářská                                          | |
| Hoppen Apolinary                 | Halič             | venkovských obcí                                         | Složil slib 13. ledna 1872, mandát 21. dubna 1873 pro dlouhodobou absenci prohlášen za zaniklý.                 |
| Horak Ivan Nepomuk               | Kraňsko           | obch. a živnost. komor                                   | Nedostavil se do sněmovny, 15. února 1873 jeho mandát prohlášen za zaniklý.                                     |
| Horodyski Tomasz                 | Halič             | velkostatkářská                                          | Složil slib 28. prosince 1871, mandát 21. dubna 1873 pro dlouhodobou absenci prohlášen za zaniklý.              |
| Hoszard Franciszek               | Halič             | venkovských obcí                                         | Složil slib 12. prosince 1872, mandát 21. dubna 1873 pro dlouhodobou absenci prohlášen za zaniklý.              |
| Huscher Georg                    | Čechy             | měst a průmyslových míst                                 | 10. května 1872 opětovně složil slib.                                                                           |
| Chlumecký Johann von             | Morava            | velkostatkářská                                          | |
| Chotek Rudolf                    | Čechy             | velkostatkářská                                          | Mandát 23. února 1872 prohlášen pro absenci za zaniklý.                                                         |
| Janowski Ambroży                 | Halič             | venkovských obcí                                         | |
| Jasiński Józef                   | Halič             | venkovských obcí                                         | Mandát 21. dubna 1873 pro dlouhodobou absenci prohlášen za zaniklý.                                             |
| Jaworski Apolinary               | Halič             | velkostatkářská                                          | Složil slib 28. prosince 1871, mandát 21. dubna 1873 pro dlouhodobou absenci prohlášen za zaniklý.              |
| Jessernigg Gabriel von           | Korutany          | městská                                                  | |
| Irschara Dominik                 | Tyrolsko          | biskupové, preláti, univerzity, šlechta, velkostatkářská | Složil slib 13. ledna 1872, rezignace oznámena na schůzi 15. února 1873.                                        |
| Jugović Leopold                  | Kraňsko           | městská                                                  | Složil slib 13. ledna 1872, mandát 15. února 1873 pro dlouhodobou absenci prohlášen za zaniklý.                 |
| Kaiser Ignaz                     | Dolní Rakousy     | venkovských obcí                                         | |
| Kálnoky Béla                     | Morava            | velkostatkářská                                          | |
| Kardasch Gregor                  | Čechy             | venkovských obcí                                         | Složil slib 14. května 1872.                                                                                    |
| Kaser Johann                     | Morava            | městská                                                  | Složil slib 12. prosince 1872.                                                                                  |
| Kaszewko Maciej                  | Halič             | venkovských obcí                                         | Mandát 21. dubna 1873 prohlášen pro dlouhodobou absenci za zaniklý.                                             |
| Keil Franz                       | Salcbursko        | obch. a živnost. komor                                   | |
| Khevenhüller-Metsch J. K.        | Čechy             | velkostatkářská                                          | Složil slib 7. května 1872.                                                                                     |
| Kielmannsegg Karl                | Dolní Rakousy     | velkostatkářská                                          | |
| Kinsky Christian                 | Dolní Rakousy     | velkostatkářská                                          | |
| Kirchmayer Julian                | Halič             | venkovských obcí                                         | Mandát 21. dubna 1873 prohlášen pro dlouhodobou absenci za zaniklý.                                             |
| Klaczko Julian                   | Halič             | velkostatkářská                                          | Složil slib 13. ledna 1872.                                                                                     |
| Klaudy Karel Leopold             | Čechy             | venkovských obcí                                         | Nedostavil se do sněmovny, proto jeho mandát 23. února 1873 prohlášen za zaniklý.                               |
| Kleveta Alois                    | Morava            | venkovských obcí                                         | Nedostavil se do sněmovny, proto jeho mandát 23. února 1873 prohlášen za zaniklý.                               |
| Klier Franz                      | Čechy             | městská                                                  | 14. května 1872 opětovně složil slib.                                                                           |
| Knoll Alfred                     | Čechy             | měst a průmyslových míst                                 | |
| Kochanowski von Stawczan Anton   | Bukovina          | zem. hlavní město Černovice                              | |
| Kodym Filip Stanislav            | Čechy             | venkovských obcí                                         | Nedostavil se do sněmovny, proto jeho mandát 23. února 1873 prohlášen za zaniklý.                               |
| Konvalín Antonín                 | Morava            | venkovských obcí                                         | |
| Korb von Weidenheim Karl         | Čechy             | velkostatkářská                                          | Složil slib 7. května 1872.                                                                                     |
| Kotz von Dobrz Ferdinand         | Čechy             | velkostatkářská                                          | Složil slib 7. května 1872.                                                                                     |
| Kratochvíle Jan                  | Čechy             | venkovských obcí                                         | Nedostavil se do sněmovny, proto jeho mandát 11. června 1872 prohlášen za zaniklý.                              |
| Kübeck Max                       | Morava            | velkostatkářská                                          | |
| Kuh David                        | Čechy             | venkovských obcí                                         | Složil slib 7. května 1872.                                                                                     |
| Kuranda Ignaz                    | Dolní Rakousy     | Říšské hl. a rezid. město Vídeň                          | |
| Lamberg Hugo Raimund             | Salcbursko        | velkostatkářská                                          | |
| Lasser v. Zollheim Josef         | Horní Rakousy     | velkostatkářská                                          | |
| Lax Josef                        | Korutany          | venkovských obcí                                         | |
| Leitenberger Friedrich           | Čechy             | obch. a živnost. komor                                   | |
| Lenz Alfred                      | Dolní Rakousy     | venkovských obcí                                         | |
| Leydolt Anton                    | Morava            | městská                                                  | Rezignoval na podzim 1872.                                                                                      |
| Liebl Josef                      | Štýrsko           | venkovských obcí                                         | |
| Lipp Eduard                      | Štýrsko           | města a tržní osady                                      | 17. prosince 1872 opětovně složil slib.                                                                         |
| Ljubiša Stjepan Mitrov           | Dalmácie          | venkovských obcí                                         | Složil slib 23. ledna 1872.                                                                                     |
| Łoś August                       | Halič             | velkostatkářská                                          | Mandát 21. dubna 1873 prohlášen pro dlouhodobou absenci za zaniklý.                                             |
| Lumbe Karl                       | Čechy             | velkostatkářská                                          | Složil slib 7. května 1872.                                                                                     |
| Mauhart Franz                    | Horní Rakousy     | venkovských obcí                                         | Nedostavil se do sněmovny, rezignace oznámena na schůzi 15. února 1873.                                         |
| Mayer Ernst                      | Čechy             | měst a průmyslových míst                                 | Složil slib 7. května 1872.                                                                                     |
| Mayerhofer Franz Karl            | Dolní Rakousy     | obch. a živnost. komor                                   | |
| Mende Leopold                    | Dolní Rakousy     | venkovských obcí                                         | |
| Menger Max                       | Čechy             | venkovských obcí                                         | |
| Morpurgo Giuseppe                | Terst             | Municipium                                               | |
| Müller Franz                     | Slezsko           | venkovských obcí                                         | Složil slib 28. prosince 1871.                                                                                  |
| Müller Josef                     | Čechy             | velkostatkářská                                          | Volba uznána 1. 2. 1872. Nedostavil se do sněmovny, proto jeho mandát 23. 2. 1872 prohlášen za zaniklý.         |
| Neuberg Jan                      | Čechy             | velkostatkářská                                          | Nedostavil se do sněmovny, proto jeho mandát 23. února 1872 prohlášen za zaniklý.                               |
| Neumann Wenzel                   | Čechy             | venkovských obcí                                         | 7. května 1872 opětovně složil slib.                                                                            |
| Oberleithner Eduard              | Morava            | venkovských obcí                                         | |
| Oelz Josef Anton                 | Vorarlbersko      | venkovských obcí                                         | Rezignoval v prosinci 1872. Rezignace oznámena na schůzi 15. 2. 1873.                                           |
| Palacký Jan                      | Čechy             | velkostatkářská                                          | Nedostavil se do sněmovny, proto jeho mandát 23. února 1872 prohlášen za zaniklý.                               |
| Pantz Adolf                      | Korutany          | venkovských obcí                                         | |
| Pascotini von Ehrenfels Carlo    | Terst             | Municipium                                               | |
| Pauer Johann Paul                | Štýrsko           | velkostatkářská                                          | |
| Di Pauli Anton                   | Tyrolsko          | obch. a živnost. komor, městská a Orte                   | Nesložil slib, rezignace oznámena na schůzi 15. února 1873.                                                     |
| Perger von Pergenau Heinrich     | Dolní Rakousy     | města a tržní osady                                      | |
| Pfeiffer Emil                    | Halič             | venkovských obcí                                         | Mandát 21. dubna 1873 prohlášen pro dlouhodobou absenci za zaniklý.                                             |
| Pfeill-Scharffenstein Alfred     | Čechy             | velkostatkářská                                          | Nedostavil se do sněmovny, proto jeho mandát 23. února 1872 prohlášen za zaniklý.                               |
| Pickert Karl                     | Čechy             | venkovských obcí                                         | 7. května 1872 opětovně složil slib.                                                                            |
| Pillersdorff Hermann von         | Slezsko           | venkovských obcí                                         | |
| Pino von Friedenthal Felix       | Bukovina          | venkovských obcí                                         | |
| Piotrowski Gustaw                | Halič             | velkostatkářská                                          | Mandát 21. dubna 1873 prohlášen pro dlouhodobou absenci za zaniklý.                                             |
| Planck von Planckburg Eduard     | Horní Rakousy     | velkostatkářská                                          | Složil slib 12. prosince 1872.                                                                                  |
| Platz Leopold                    | Štýrsko           | venkovských obcí                                         | Nesložil slib, rezignace oznámena na schůzi 15. února 1873.                                                     |
| Platzer Vilém                    | Čechy             | venkovských obcí                                         | Nedostavil se do sněmovny, proto jeho mandát 23. února 1872 prohlášen za zaniklý.                               |
| Plener Ignaz von                 | Čechy             | obch. a živnost. komor                                   | 7. května 1872 opětovně složil slib.                                                                            |
| Poklukar Josip                   | Kraňsko           | venkovských obcí                                         | Složil slib 13. ledna 1872, mandát 15. února 1873 pro dlouhodobou absenci prohlášen za zaniklý.                 |
| Porák Antonín                    | Čechy             | městská                                                  | Nedostavil se do sněmovny, proto jeho mandát 23. února 1872 prohlášen za zaniklý.                               |
| Práchenský Josef Stanislav       | Čechy             | měst a průmyslových míst                                 | Nedostavil se do sněmovny, proto jeho mandát 23. února 1872 prohlášen za zaniklý.                               |
| Pretis de Cagnodo Sisinio        | Čechy             | velkostatkářská                                          | Složil slib 7. května 1872.                                                                                     |
| Rapp Franz                       | Tyrolsko          | venkovských obcí                                         | Složil slib 29. prosince 1871.                                                                                  |
| Rechbauer Karl                   | Štýrsko           | Zemské hl. město Št. Hradec                              | |
| Redlhammer Albert                | Čechy             | měst a průmyslových míst                                 | |
| Reutter Karl                     | Štýrsko           | města a tržní osady                                      | |
| Rhomberg Albert                  | Vorarlbersko      | města a tržní osady                                      | Rezignoval v prosinci 1872.                                                                                     |
| Riccabona von Reichenfels Julius | Tyrolsko          | venkovských obcí                                         | Nesložil slib, rezignace oznámena na schůzi 15. února 1873.                                                     |
| Rieger František Ladislav        | Čechy             | venkovských obcí                                         | Nedostavil se do sněmovny, proto jeho mandát 23. února 1872 prohlášen za zaniklý.                               |
| Ritter Valerius                  | Korutany          | městská                                                  | |
| Rohrmann Moritz                  | Slezsko           | velkostatkářská                                          | |
| Roser Franz Moritz               | Čechy             | venkovských obcí                                         | Složil slib 7. května 1872.                                                                                     |
| Roth Karel                       | Čechy             | měst a průmyslových míst                                 | Nedostavil se do sněmovny, proto jeho mandát 23. února 1872 prohlášen za zaniklý.                               |
| Rudež Karel Dragotin             | Kraňsko           | městská                                                  | Složil slib 13. ledna 1872.                                                                                     |
| Russ Viktor Wilhelm              | Čechy             | venkovských obcí                                         | 14. května 1872 opětovně složil slib.                                                                           |
| Rydzowski Andrzej                | Halič             | velkostatkářská                                          | Složil slib 3. června 1872, mandát 21. dubna 1873 prohlášen pro dlouhodobou absenci za zaniklý.                 |
| Rylski Eustachy January          | Halič             | velkostatkářská                                          | Mandát 21. dubna 1873 prohlášen pro dlouhodobou absenci za zaniklý.                                             |
| Salm-Reifferscheid Siegfried     | Čechy             | velkostatkářská                                          | Nedostavil se do sněmovny, proto jeho mandát 23. února 1872 prohlášen za zaniklý.                               |
| Sapieha Adam Stanisław           | Halič             | městská                                                  | Složil slib 17. prosince 1872, mandát 21. dubna 1873 prohlášen pro dlouhodobou absenci za zaniklý.              |
| Sawczyński Zygmunt               | Halič             | městská                                                  | Mandát 21. dubna 1873 prohlášen pro dlouhodobou absenci za zaniklý.                                             |
| Seidemann Heinrich               | Čechy             | měst a průmyslových míst                                 | Složil slib 10. května 1872.                                                                                    |
| Seidl Konrad                     | Štýrsko           | venkovských obcí                                         | |
| Scharschmid von Adlertreu Max    | Čechy             | velkostatkářská                                          | Složil slib 7. května 1872.                                                                                     |
| Schaup Wilhelm                   | Horní Rakousy     | obch. a živnost. komor                                   | |
| Schier Franz                     | Čechy             | velkostatkářská                                          | Složil slib 7. května 1872.                                                                                     |
| Schlosser Karl                   | Čechy             | velkostatkářská                                          | Složil slib 7. května 1872.                                                                                     |
| Schmidt Antonín                  | Čechy             | měst a průmyslových míst                                 | Nedostavil se do sněmovny, proto jeho mandát 23. února 1872 prohlášen za zaniklý.                               |
| Schönbach Anton                  | Bukovina          | venkovských obcí                                         | |
| Schürer Franz                    | Dolní Rakousy     | venkovských obcí                                         | |
| Schwarzenberg Karl J. Adolf      | Čechy             | velkostatkářská                                          | Nedostavil se do sněmovny, proto jeho mandát 23. února 1872 prohlášen za zaniklý.                               |
| Skopalík František               | Morava            | venkovských obcí                                         | Nedostavil se do sněmovny, proto jeho mandát 23. února 1872 prohlášen za zaniklý.                               |
| Sladkovský Karel                 | Čechy             | venkovských obcí                                         | Nedostavil se do sněmovny, proto jeho mandát 23. února 1872 prohlášen za zaniklý.                               |
| Smarzewski Seweryn Walenty       | Halič             | velkostatkářská                                          | Složil slib 17. prosince 1872, mandát 21. dubna 1873 prohlášen pro dlouhodobou absenci za zaniklý.              |
| Smolka Jan Franciszek            | Halič             | město Lvov                                               | Složil slib 29. prosince 1871, mandát 21. dubna 1873 prohlášen pro dlouhodobou absenci za zaniklý.              |
| Stangler Josef                   | Čechy             | velkostatkářská                                          | Nedostavil se do sněmovny, proto jeho mandát 23. února 1872 prohlášen za zaniklý.                               |
| Starhemberg Camillo Heinrich     | Horní Rakousy     | velkostatkářská                                          | |
| Stefan Kristian                  | Čechy             | měst a průmyslových míst                                 | Nedostavil se do sněmovny, proto jeho mandát 11. června 1872 prohlášen za zaniklý.                              |
| Steffens Peter                   | Čechy             | velkostatkářská                                          | Složil slib 7. května 1872.                                                                                     |
| Steinbrecher Bruno               | Morava            | městská                                                  | |
| Stockau Friedrich                | Morava            | velkostatkářská                                          | |
| Strass Karl van der              | Morava            | městská                                                  | |
| Streer von Streeruwitz Adolf     | Čechy             | venkovských obcí                                         | Složil slib 7. května 1872.                                                                                     |
| Stremayr Karl von                | Štýrsko           | venkovských obcí                                         | |
| Sturm Eduard                     | Morava            | městská                                                  | Složil slib 12. prosince 1872.                                                                                  |
| Suttner Gustav                   | Dolní Rakousy     | velkostatkářská                                          | |
| Syz Jakob                        | Štýrsko           | obch. a živnost. komor                                   | |
| Szczepański Mieczysław           | Halič             | venkovských obcí                                         | Složil slib 6. ledna 1872, mandát 21. dubna 1873 prohlášen pro dlouhodobou absenci za zaniklý.                  |
| Szeptycki Jan Kanty              | Halič             | venkovských obcí                                         | Složil slib 28. prosince 1871, mandát 21. dubna 1873 prohlášen pro dlouhodobou absenci za zaniklý.              |
| Škarda Jakub                     | Čechy             | venkovských obcí                                         | Nedostavil se do sněmovny, proto jeho mandát 23. února 1872 prohlášen za zaniklý.                               |
| Tarnoczy Wilhelm                 | Tyrolsko          | virilista                                                | Volba byla 6. února 1872 anulována, nesložil slib.                                                              |
| Theumer Josef                    | Čechy             | venkovských obcí                                         | Složil slib 7. května 1872.                                                                                     |
| Thun Emanuel                     | Tyrolsko          | venkovských obcí                                         | |
| Thun-Hohenstein Theodor          | Čechy             | velkostatkářská                                          | Nedostavil se do sněmovny, proto jeho mandát 23. února 1872 prohlášen za zaniklý.                               |
| Thurn-Balsassina Hyazinth        | Kraňsko           | velkostatkářská                                          | |
| Tinti Karl von                   | Dolní Rakousy     | velkostatkářská                                          | |
| Tomanek Johann                   | Morava            | městská                                                  | |
| Tomaszczuk Constantin            | Bukovina          | velkostatkářská                                          | |
| Torosiewicz Emil                 | Halič             | velkostatkářská                                          | Mandát 21. dubna 1873 prohlášen pro dlouhodobou absenci za zaniklý.                                             |
| Trojan Alois Pravoslav           | Čechy             | venkovských obcí                                         | Nedostavil se do sněmovny, proto jeho mandát 23. února 1872 prohlášen za zaniklý.                               |
| Tuschner Emanuel                 | Čechy             | měst a průmyslových míst                                 | Nedostavil se do sněmovny, proto jeho mandát 23. února 1872 prohlášen za zaniklý.                               |
| Urbánek Ferdinand                | Čechy             | venkovských obcí                                         | Nedostavil se do sněmovny, proto jeho mandát 23. února 1872 prohlášen za zaniklý.                               |
| Vidulich Francesco               | Istrie            | města, tržní osady a průmysl. místa                      | |
| Villani Karel Drahotín           | Čechy             | venkovských obcí                                         | Nedostavil se do sněmovny, proto jeho mandát 23. února 1872 prohlášen za zaniklý.                               |
| Vojnović Đorđe                   | Dalmácie          | venkovských obcí                                         | Složil slib 28. prosince 1871.                                                                                  |
| Wächter Otto von                 | Čechy             | velkostatkářská                                          | Složil slib 7. května 1872.                                                                                     |
| Waldert Anton                    | Čechy             | venkovských obcí                                         | |
| Wallis Karl                      | Čechy             | velkostatkářská                                          | Složil slib 10. května 1872.                                                                                    |
| Watzka Josef                     | Čechy             | venkovských obcí                                         | Složil slib 10. května 1872.                                                                                    |
| Weeber August                    | Morava            | měst a průmyslových míst                                 | |
| Wegscheider Johann               | Salcbursko        | města a tržní osady                                      | |
| Weigel Ferdynand                 | Halič             | obch. komor                                              | Složil slib 15. ledna 1872, mandát na základě absence 21. dubna 1873 prohlášen za zaniklý.                      |
| Weiß Adolf                       | Čechy             | velkostatkářská                                          | Složil slib 7. května 1872.                                                                                     |
| Welz Alois                       | Čechy             | velkostatkářská                                          | Nedostavil se do sněmovny, proto jeho mandát 23. února 1872 prohlášen za zaniklý.                               |
| Wereszczyński Józef              | Halič             |                                                          | |
| Wickhoff Franz                   | Horní Rakousy     |                                                          | |
| Wiener Friedrich                 | Čechy             |                                                          | Složil slib 22. května 1872.                                                                                    |
| Włodek Roman                     | Halič             |                                                          | |
| Wodzicki Ludwik                  | Halič             |                                                          | Mandát na základě absence 21. dubna 1873 prohlášen za zaniklý.                                                  |
| Wolański Mikołaj                 | Halič             |                                                          | Složil slib 28. prosince 1871, mandát na základě absence 21. dubna 1873 prohlášen za zaniklý.                   |
| Wolfrum Karl                     | Čechy             |                                                          | |
| Zaillner Innocenz                | Morava            |                                                          | |
| Zajíček Jan                      | Morava            |                                                          | Složil slib 12. prosince 1872.                                                                                  |
| Zarnik Valentin                  | Kraňsko           |                                                          | Nedostavil se do sněmovny, proto jeho mandát 23. února 1872 prohlášen za zaniklý.                               |
| Zawadowski                       |                   |                                                          | Mandát na základě dlouhodobé absence 21. dubna 1873 prohlášen za zaniklý.                                       |
| Zedtwitz Karl Moritz             | Čechy             |                                                          | Složil slib 7. května 1872.                                                                                     |
| Zeithammer Antonín Otakar        | Čechy             |                                                          | Nedostavil se do sněmovny, proto jeho mandát 23. února 1872 prohlášen za zaniklý.                               |
| Zelený Václav                    | Čechy             |                                                          | Nedostavil se do sněmovny, proto jeho mandát 23. února 1872 prohlášen za zaniklý.                               |
| Zyblikiewicz Mikołaj             | Halič             |                                                          | Mandát na základě dlouhodobé absence 21. dubna 1873 prohlášen za zaniklý.                                       |
| Žák Jan                          | Čechy             |                                                          | Nedostavil se do sněmovny, proto jeho mandát 11. června 1872 prohlášen za zaniklý.                              |